# Cao Huaidong
Cao Huaidong, auch bekannt als Huai-Dong Cao (chinesisch 曹懷東 / 曹怀东, Pinyin Cáo Huáidōng; * 8. November 1959 in Jiangsu) ist ein chinesischer Mathematiker, der sich mit Differentialgeometrie beschäftigt.
Cao studierte an der Tsinghua-Universität (Bachelor 1981) und an der Princeton University (Master-Abschluss 1983), wo er 1986 bei Shing-Tung Yau promoviert wurde. Ab 1987 war er Assistant Professor an der Columbia University. 1993 wurde er Associate Professor und 1999 Professor an der Texas A&M University, was er bis 2004 blieb. 2002/3 war er Ko-Direktor am IPAM der UCLA. Er ist seit 2003 Everett Pritcher Professor an der Lehigh University. Er war unter anderem Gastwissenschaftler und Gastprofessor am Massachusetts Institute of Technology (1999), der Harvard University (2000), am IHES (2001), der ETH Zürich, am Isaac Newton Institute (2001), am Max-Planck-Institut für Mathematik in Bonn (2001), am MSRI (1986/87) und der Universität Pisa. 1992/93 war er am Institute for Advanced Study.
Cao befasste sich unter anderem mit Ricci-Flüssen und war mit Zhu Xiping Teil eines der drei Teams, die Grigori Perelmans Beweis der Poincaré-Vermutung überprüften, ausarbeiteten und vervollständigten.
1991 bis 1993 war er Sloan Research Fellow und 2004 Guggenheim Fellow. Er ist geschäftsführender Herausgeber des Journal of Differential Geometry.

## Schriften (Auswahl)
- Deformation of Kähler metrics to Kähler-Einstein metrics on compact Kähler manifolds. Invent. Math. 81 (1985), no. 2, 359–372
- mit Chow: Compact Kähler manifolds with nonnegative curvature operator. Invent. Math. 83 (1986), no. 3, 553–556.
- mit Mok: Holomorphic immersions between compact hyperbolic space forms. Invent. Math. 100 (1990), no. 1, 49–61.
- On Harnack's inequalities for the Kähler-Ricci flow. Invent. Math. 109 (1992), no. 2, 247–263.
- Limits of solutions to the Kähler-Ricci flow. J. Differential Geom. 45 (1997), no. 2, 257–272.
- mit Shen, S.Zhu: The structure of stable minimal hypersurfaces in {\displaystyle \mathbb {R} ^{n+1}}. Math. Res. Lett. 4 (1997), no. 5, 637–644.
- mit X.Zhu: A complete proof of the Poincaré and geometrization conjectures—application of the Hamilton-Perelman theory of the Ricci flow. Asian J. Math. 10 (2006), no. 2, 165–492.
- mit Zhou: On complete gradient shrinking Ricci solitons. J. Differential Geom. 85 (2010), no. 2, 175–185